# Canton de Saint-Louis (Haut-Rhin)
Pour les articles homonymes, voir Canton de Saint-Louis.
Le canton de Saint-Louis est un canton français situé dans le département du Haut-Rhin et la région Grand Est, il fait partie de la troisième circonscription du Haut-Rhin.

## Histoire
Un nouveau découpage territorial du Haut-Rhin entre en vigueur à l'occasion des élections départementales de 2015. Il est défini par le décret du 21 février 2014, en application des lois du 17 mai 2013 (loi organique 2013-402 et loi 2013-403). Les conseillers départementaux sont, à compter de ces élections, élus au scrutin majoritaire binominal mixte. Les électeurs de chaque canton élisent au Conseil départemental, nouvelle appellation du Conseil général, deux membres de sexe différent, qui se présentent en binôme de candidats. Les conseillers départementaux sont élus pour 6 ans au scrutin binominal majoritaire à deux tours, l'accès au second tour nécessitant 12,5 % des inscrits au 1er tour. En outre la totalité des conseillers départementaux est renouvelée. Ce nouveau mode de scrutin nécessite un redécoupage des cantons dont le nombre est divisé par deux avec arrondi à l'unité impaire supérieure si ce nombre n'est pas entier impair, assorti de conditions de seuils minimaux. Dans le Haut-Rhin, le nombre de cantons passe ainsi de 31 à 17.
Le canton de Saint-Louis reprend le périmètre de l'ancien canton de Huningue. Il est entièrement inclus dans l'arrondissement de Mulhouse. Le bureau centralisateur est situé à Saint-Louis.

## Représentation
| Période élective | Période élective | Mandat | Mandat   | Identité           | Nuance | Nuance | Qualité |
| ---------------- | ---------------- | ------ | -------- | ------------------ | ------ | ------ | --- |
| 2015             | 2021             | 2015   | 2021     | Max Delmond        |        | UDI    | Chef d’entreprise Maire de Folgensbourg Ancien conseiller général du canton de Huningue (2011-2015)                                                                    |
| 2015             | 2021             | 2015   | 2021     | Pascale Schmidiger |        | LR     | Adjointe au maire, puis maire (depuis 2020) de Saint-Louis Vice-présidente/rapporteure de la commission actions, relations internationales et promotion du bilinguisme |
| 2021             | 2028             | 2021   | en cours | Pascale Schmidiger |        | LR     | Conseillère sortante 10e vice-présidente chargée du patrimoine et du rayonnement alsacien                                                                              |
| 2021             | 2028             | 2021   | en cours | Thomas Zeller      |        | LR     | Agent immobilier, maire de Hégenheim |

À l'issue du 1er tour des élections départementales de 2015, deux binômes sont en ballotage : Max Delmond et Pascale Schmidiger (Union de la Droite, 40,52 %) et Katia Di Leonardo et Denis Pint (FN, 24,52 %). Le taux de participation est de 45,26 % (14 996 votants sur 33 131 inscrits) contre 47,8 % au niveau départemental et 50,17 % au niveau national.
Au second tour, Max Delmond et Pascale Schmidiger (Union de la Droite) sont élus avec 68,61 % des suffrages exprimés et un taux de participation de 43,33 % (9 079 voix pour 14 337 votants et 33 086 inscrits).

## Composition
Le canton de Saint-Louis comprend vingt-et-une communes entières.
| Nom                                 | Code Insee | Intercommunalité             | Superficie (km2) | Population (dernière pop. légale) | Densité (hab./km2) | Modifier                                    |
| ----------------------------------- | ---------- | ---------------------------- | ---------------- | --------------------------------- | ------------------ | ------------------------------------------- |
| Saint-Louis (bureau centralisateur) | 68297      | CA Saint-Louis Agglomération | 16,85            | 22 530 (2022)                     | 1 337              | modifier les données · modifier les données |
| Attenschwiller                      | 68013      | CA Saint-Louis Agglomération | 5,11             | 978 (2022)                        | 191                | modifier les données · modifier les données |
| Blotzheim                           | 68042      | CA Saint-Louis Agglomération | 14,60            | 5 077 (2022)                      | 348                | modifier les données · modifier les données |
| Buschwiller                         | 68061      | CA Saint-Louis Agglomération | 4,16             | 1 053 (2022)                      | 253                | modifier les données · modifier les données |
| Folgensbourg                        | 68094      | CA Saint-Louis Agglomération | 6,72             | 902 (2022)                        | 134                | modifier les données · modifier les données |
| Hagenthal-le-Bas                    | 68120      | CA Saint-Louis Agglomération | 6,20             | 1 371 (2022)                      | 221                | modifier les données · modifier les données |
| Hagenthal-le-Haut                   | 68121      | CA Saint-Louis Agglomération | 4,92             | 745 (2022)                        | 151                | modifier les données · modifier les données |
| Hégenheim                           | 68126      | CA Saint-Louis Agglomération | 6,70             | 3 403 (2022)                      | 508                | modifier les données · modifier les données |
| Hésingue                            | 68135      | CA Saint-Louis Agglomération | 9,14             | 2 902 (2022)                      | 318                | modifier les données · modifier les données |
| Huningue                            | 68149      | CA Saint-Louis Agglomération | 2,86             | 7 410 (2022)                      | 2 591              | modifier les données · modifier les données |
| Knœringue                           | 68168      | CA Saint-Louis Agglomération | 4,68             | 376 (2022)                        | 80                 | modifier les données · modifier les données |
| Leymen                              | 68182      | CA Saint-Louis Agglomération | 11,64            | 1 263 (2022)                      | 109                | modifier les données · modifier les données |
| Liebenswiller                       | 68183      | CA Saint-Louis Agglomération | 3,87             | 183 (2022)                        | 47                 | modifier les données · modifier les données |
| Michelbach-le-Bas                   | 68207      | CA Saint-Louis Agglomération | 4,94             | 709 (2022)                        | 144                | modifier les données · modifier les données |
| Michelbach-le-Haut                  | 68208      | CA Saint-Louis Agglomération | 7,38             | 621 (2022)                        | 84                 | modifier les données · modifier les données |
| Neuwiller                           | 68232      | CA Saint-Louis Agglomération | 3,72             | 520 (2022)                        | 140                | modifier les données · modifier les données |
| Ranspach-le-Bas                     | 68263      | CA Saint-Louis Agglomération | 4,43             | 632 (2022)                        | 143                | modifier les données · modifier les données |
| Ranspach-le-Haut                    | 68264      | CA Saint-Louis Agglomération | 4,39             | 626 (2022)                        | 143                | modifier les données · modifier les données |
| Rosenau                             | 68286      | CA Saint-Louis Agglomération | 6,47             | 2 388 (2022)                      | 369                | modifier les données · modifier les données |
| Village-Neuf                        | 68349      | CA Saint-Louis Agglomération | 6,83             | 4 617 (2022)                      | 676                | modifier les données · modifier les données |
| Wentzwiller                         | 68362      | CA Saint-Louis Agglomération | 4,71             | 781 (2022)                        | 166                | modifier les données · modifier les données |
| Canton de Saint-Louis               | 6814       |                              | 140,32           | 59 087 (2022)                     | 421                | modifier les données                        |

## Démographie
En 2022, le canton comptait 59 087 habitants, en évolution de +6,69 % par rapport à 2016 (Haut-Rhin : +0,66 %, France hors Mayotte : +2,11 %).
| 2013   | 2018   | 2022   |
| ------ | ------ | ------ |
| 53 568 | 56 772 | 59 087 |